# Championnat de Lituanie de football
Le championnat de Lituanie de football a été créé en 1922. Le championnat fut interrompu en 1940 à la suite de l'invasion soviétique. Le championnat de la Lituanie indépendante ne reprend qu'en 1990.

## Palmarès

### Entre-deux-guerres (1922-1939)
| Saison  | Champion     | Vice-champion              |
| ------- | ------------ | -------------------------- |
| 1922    | LFLS Kaunas  | LFLS Sanciu sk.            |
| 1923    | LFLS Kaunas  | KSK Kaunas                 |
| 1924    | Kovas Kaunas | SV Klaipėda                |
| 1925    | Kovas Kaunas | LFLS Šiauliai              |
| 1926    | Kovas Kaunas | KSS Klaipėda LFLS Šiauliai |
| 1927    | LFLS Kaunas  | SV Pagegiai                |
| 1928    | KSS Klaipėda | LFLS Kaunas                |
| 1929    | KSS Klaipėda | LFLS Kaunas                |
| 1930    | KSS Klaipėda | LFLS Kaunas                |
| 1931    | KSS Klaipėda | Kovas Kaunas               |
| 1932    | LFLS Kaunas  | KSS Klaipėda               |
| 1933    | Kovas Kaunas | LFLS Kaunas                |
| 1934    | MSK Kaunas   | LFLS Kaunas                |
| 1935    | Kovas Kaunas | KSS Klaipėda               |
| 1936    | Kovas Kaunas | LFLS Kaunas                |
| 1937    | KSS Klaipėda | Kovas Kaunas               |
| 1937-38 | KSS Klaipėda | LGSF Kaunas                |
| 1938-39 | LGSF Kaunas  | Kovas Kaunas               |

### Période soviétique (1945-1990)
Pendant cette période la Lituanie est incorporée à l'Union soviétique. Un championnat de Lituanie continue d'être joué comme division inférieure alors que les meilleurs clubs lituaniens, comme le Žalgiris Vilnius, évoluent au niveau national soviétique.
| Saison | Champion               | Vice-champion          |
| ------ | ---------------------- | ---------------------- |
| 1945   | Spartakas Kaunas       | Dinamo Vilnius         |
| 1946   | Dinamo Kaunas          | Spartakas Kaunas       |
| 1947   | Lokomotyvas Kaunas     | Spartakas Šiauliai     |
| 1948   | Elnias Šiauliai        | Žalgiris Tauragė       |
| 1949   | Elnias Šiauliai        | Inkaras Kaunas         |
| 1950   | Inkaras Kaunas         | Elnias Šiauliai        |
| 1951   | Inkaras Kaunas         | Elnias Šiauliai        |
| 1952   | Saliutas Vilnius       | Inkaras Kaunas         |
| 1953   | Elnias Šiauliai        | Inkaras Kaunas         |
| 1954   | Inkaras Kaunas         | Lima Kaunas            |
| 1955   | Lima Kaunas            | Raud. Spalis Kaunas    |
| 1956   | Linu audiniai Plungė   | Elnias Šiauliai        |
| 1957   | Elnias Šiauliai        | Inkaras Kaunas         |
| 1958   | Elnias Šiauliai        | Raud. zvaigzde Vilnius |
| 1959   | Raud. zvaigzde Vilnius | KKI Kaunas             |
| 1960   | Elnias Šiauliai        | Raud. zvaigzde Vilnius |
| 1961   | Elnias Šiauliai        | Baltija Klaipėda       |
| 1962   | Atletas Kaunas         | Granitas Klaipėda      |
| 1963   | Statyba Panevėžys      | Poli Kaunas            |
| 1964   | Inkaras Kaunas         | Statyba Panevėžys      |
| 1965   | Inkaras Kaunas         | Saliutas Vilnius       |
| 1966   | Nevėžis Kėdainiai      | Statybininkas Šiauliai |
| 1967   | Saliutas Vilnius       | Inkaras Kaunas         |
| 1968   | Statyba Panevėžys      | Nevėžis Kėdainiai      |
| 1969   | Statybininkas Šiauliai | Nevėžis Kėdainiai      |
| 1970   | Atletas Kaunas         | Politechnika Kaunas    |
| 1971   | Pazanga Vilnius        | Granitas Klaipėda      |
| 1972   | Nevėžis Kėdainiai      | Pazanga Vilnius        |
| 1973   | Nevėžis Kėdainiai      | Granitas Klaipėda      |
| 1974   | Tauras Šiauliai        | Vienybė Ukmergė        |
| 1975   | Dainava Alytus         | Pazanga Vilnius        |
| 1976   | Atmosfera Mažeikiai    | Vienybė Ukmergė        |
| 1977   | Statybininkas Šiauliai | Kelininkas Kaunas      |
| 1978   | Granitas Klaipėda      | Statybininkas Šiauliai |
| 1979   | Atmosfera Mažeikiai    | Kelininkas Kaunas      |
| 1980   | Granitas Klaipėda      | Tauras Šiauliai        |
| 1981   | Granitas Klaipėda      | Kelininkas Kaunas      |
| 1982   | Pazanga Vilnius        | Granitas Klaipėda      |
| 1983   | Pazanga Vilnius        | Granitas Klaipėda      |
| 1984   | Granitas Klaipėda      | Ekranas Panevėžys      |
| 1985   | Ekranas Panevėžys      | Granitas Klaipėda      |
| 1986   | Banga Kaunas           | Granitas Klaipėda      |
| 1987   | Tauras Tauragė         | SRT Vilnius            |
| 1988   | SRT Vilnius            | Inkaras Kaunas         |
| 1989   | Banga Kaunas           | Ekranas Panevėžys      |
| 1990   | Sirijus Klaipeda       | Žalgiris Vilnius       |

### Depuis l'indépendance (depuis 1991)
| Saison    | Clubs | Champion                  | Vice-champion           |
| --------- | ----- | ------------------------- | ----------------------- |
| 1991      | 15    | Žalgiris Vilnius          | Neris Vilnius           |
| 1991-1992 | 14    | Žalgiris Vilnius (2)      | FK Panerys Vilnius      |
| 1992-1993 | 14    | Ekranas Panevėžys         | FK Sirijus Klaipeda     |
| 1993-1994 | 12    | ROMAR Mažeikiai           | Žalgiris-EBW Vilnius    |
| 1994-1995 | 12    | Inkaras-Grifas Kaunas     | Žalgiris-EBW Vilnius    |
| 1995-1996 | 16    | Inkaras-Grifas Kaunas (2) | Kareda-Sakalas Šiauliai |
| 1996-1997 | 8     | Kareda-Sakalas Šiauliai   | Žalgiris Vilnius        |
| 1997-1998 | 16    | Kareda Šiauliai (2)       | Žalgiris Vilnius        |
| 1998-1999 | 14    | Žalgiris Vilnius (3)      | Kareda Šiauliai         |
| 1999      | 10    | Žalgiris Kaunas           | FK Atlantas Klaipėda    |
| 2000      | 10    | FBK Kaunas (2)            | Žalgiris Vilnius        |
| 2001      | 10    | FBK Kaunas (3)            | FK Atlantas Klaipėda    |
| 2002      | 9     | FBK Kaunas (4)            | FK Atlantas Klaipėda    |
| 2003      | 8     | FBK Kaunas (5)            | Ekranas Panevėžys       |
| 2004      | 8     | FBK Kaunas (6)            | Ekranas Panevėžys       |
| 2005      | 10    | Ekranas Panevėžys (2)     | FBK Kaunas              |
| 2006      | 10    | FBK Kaunas (7)            | Ekranas Panevėžys       |
| 2007      | 10    | FBK Kaunas (8)            | Sūduva Marijampolė      |
| 2008      | 9     | Ekranas Panevėžys (3)     | FBK Kaunas              |
| 2009      | 8     | Ekranas Panevėžys (4)     | Vėtra Vilnius           |
| 2010      | 11    | Ekranas Panevėžys (5)     | Žalgiris Vilnius        |
| 2011      | 12    | Ekranas Panevėžys (6)     | Žalgiris Vilnius        |
| 2012      | 10    | Ekranas Panevėžys (7)     | Žalgiris Vilnius        |
| 2013      | 9     | Žalgiris Vilnius (4)      | Atlantas Klaipeda       |
| 2014      | 10    | Žalgiris Vilnius (5)      | FK Kruoja Pakruojis     |
| 2015      | 10    | Žalgiris Vilnius (6)      | FK Trakai               |
| 2016      | 8     | Žalgiris Vilnius (7)      | FK Trakai               |
| 2017      | 8     | Sūduva Marijampolė        | Žalgiris Vilnius        |
| 2018      | 8     | Sūduva Marijampolė (2)    | Žalgiris Vilnius        |
| 2019      | 8     | Sūduva Marijampolė (3)    | Žalgiris Vilnius        |
| 2020      | 6     | Žalgiris Vilnius (8)      | Sūduva Marijampolė      |
| 2021      | 10    | Žalgiris Vilnius (9)      | Sūduva Marijampolė      |
| 2022      | 10    | Žalgiris Vilnius (10)     | Kauno Žalgiris          |
| 2023      | 10    | FK Panevėžys (1)          | Žalgiris Vilnius        |
| 2024      | 10    | Žalgiris Vilnius (11)     | FC Hegelmann            |

### Bilan par club
| Club                       | Vainqueurs | Saisons gagnées                                                  |
| -------------------------- | ---------- | ---------------------------------------------------------------- |
| Žalgiris Vilnius           | 11         | 1991, 1992, 1999, 2013, 2014, 2015, 2016, 2020, 2021, 2022, 2024 |
| FBK Kaunas                 | 8          | 1999, 2000, 2001, 2002, 2003, 2004, 2006, 2007                   |
| Ekranas Panevėžys          | 8          | 1985, 1993, 2005, 2008, 2009, 2010, 2011, 2012                   |
| Inkaras Kaunas             | 7          | 1950, 1951, 1954, 1964, 1965, 1995, 1996                         |
| Kovas Kaunas               | 6          | 1924, 1925, 1926, 1933, 1935, 1936                               |
| KSS Klaipéda               | 6          | 1928, 1929, 1930, 1931, 1937, 1938                               |
| Elnias Šiauliai            | 6          | 1948, 1949, 1953, 1957, 1960, 1961                               |
| LFLS Kaunas                | 5          | 1922, 1923, 1927, 1932, 1942                                     |
| Kareda Šiauliai            | 4          | 1969, 1977, 1997, 1998                                           |
| Granitas Klaipeda          | 4          | 1978, 1980, 1981, 1984                                           |
| Nevėžis Kėdainiai          | 3          | 1966, 1972, 1973                                                 |
| Pažanga Vilnius            | 3          | 1971, 1982, 1983                                                 |
| ROMAR Mažeikiai            | 3          | 1976, 1979, 1994                                                 |
| Sūduva Marijampolė         | 3          | 2017, 2018, 2019                                                 |
| Raudonoji zvaigzde Vilnius | 2          | 1952, 1959                                                       |
| Atletas Kaunas             | 2          | 1962, 1970                                                       |
| Statyba Panevėžys          | 2          | 1963, 1968                                                       |
| MSK Kaunas                 | 1          | 1934                                                             |
| LGSF Kaunas                | 1          | 1939                                                             |
| Tauras Kaunas              | 1          | 1943                                                             |
| Spartakas Kaunas           | 1          | 1945                                                             |
| Dinamo Kaunas              | 1          | 1946                                                             |
| Lok Kaunas                 | 1          | 1947                                                             |
| Lima Kaunas                | 1          | 1955                                                             |
| Linu audiniai Plungė       | 1          | 1956                                                             |
| Saljutas Vilnius           | 1          | 1967                                                             |
| Tauras Šiauliai            | 1          | 1974                                                             |
| Dainava Alytus             | 1          | 1975                                                             |
| Tauras Tauragé             | 1          | 1987                                                             |
| SRT Vilnius                | 1          | 1988                                                             |
| Sirijus Klaipėda           | 1          | 1990                                                             |
| FK Panevėžys               | 1          | 2023                                                             |

En italique, les clubs disparus.
- Linu audiniai Plungė depuis 1994 s'appelle FK Babrungas.

## Compétitions européennes

### Classement du championnat
Le tableau ci-dessous récapitule le classement de la Lituanie au coefficient UEFA depuis 1993. Ce coefficient par nation est utilisé pour attribuer à chaque pays un nombre de places pour les compétitions européennes ainsi que les tours auxquels les clubs doivent entrer dans la compétition.
| 1993 | 1994 | 1995 | 1996 | 1997 | 1998 | 1999 | 2000 | 2001 | 2002 | 2003 | 2004 | 2005 | 2006 | 2007 | 2008 | 2009 | 2010 | 2011 | 2012 | 2013 | 2014 | 2015 | 2016 | 2017 | 2018 | 2019 | 2020 | 2021 | 2022 | 2023 | 2024 | 2025 |
| ---- | ---- | ---- | ---- | ---- | ---- | ---- | ---- | ---- | ---- | ---- | ---- | ---- | ---- | ---- | ---- | ---- | ---- | ---- | ---- | ---- | ---- | ---- | ---- | ---- | ---- | ---- | ---- | ---- | ---- | ---- | ---- | ---- |
| 38   | 44   | 40   | 39   | 35   | 35   | 36   | 37   | 36   | 36   | 35   | 36   | 35   | 35   | 32   | 33   | 29   | 32   | 34   | 35   | 37   | 41   | 45   | 45   | 48   | 43   | 41   | 35   | 34   | 34   | 38   | 44   | 43   |

Le tableau suivant affiche le coefficient actuel du championnat lituanien.
| Rang | Pays            | 2020-2021 | 2021-2022 | 2022-2023 | 2023-2024 | 2024-2025 | Coefficient |
| ---- | --------------- | --------- | --------- | --------- | --------- | --------- | ----------- |
| 41   | Malte           | 1,500     | 1,875     | 2,625     | 1,500     | 1,000     | 8,500       |
| 42   | Irlande du Nord | 2,833     | 1,625     | 1,250     | 1,125     | 1,500     | 8,333       |
| 43   | Lituanie        | 1,625     | 1,750     | 2,375     | 1,125     | 1,250     | 8,125       |
| 44   | Liechtenstein   | 0,500     | 0,000     | 6,500     | 0,500     | 0,500     | 8,000       |
| 45   | Estonie         | 1,375     | 3,666     | 1,166     | 0,125     | 1,625     | 7,957       |

### Coefficient des clubs
| Rang | Club               | 2020-2021 | 2021-2022 | 2022-2023 | 2023-2024 | 2024-2025 | Coefficient |
| ---- | ------------------ | --------- | --------- | --------- | --------- | --------- | ----------- |
| 136  | Žalgiris Vilnius   | 1,500     | 2,500     | 4,000     | 2,500     | 1,500     | 12,000      |
| 236  | FK Panevėžys       | -         | 1,500     | 1,000     | 1,500     | 2,500     | 6,500       |
| 281  | Kauno Žalgiris     | 1,000     | 1,500     | 1,000     | 1,500     | -         | 5,000       |
| 284  | Sūduva Marijampolė | 2,000     | 1,500     | 1,500     | -         | -         | 5,000       |